# ویتیخ کوتک
وُیتیخ کوتک (چکی: Vojtěch Kotek؛ ‏ ۸ ژانویهٔ ۱۹۸۸) بازیگر، صداپیشه، کارگردان فیلم، مجری و موسیقی‌دان اهل جمهوری چک بود. وی از سال ۱۹۹۶ میلادی تاکنون مشغول فعالیت بوده‌است.
از فیلم‌هایی که وی در آن‌ها نقش داشته‌است، می‌توان به بوته سوزان و آمونسن اشاره نمود.